# Marceline Day

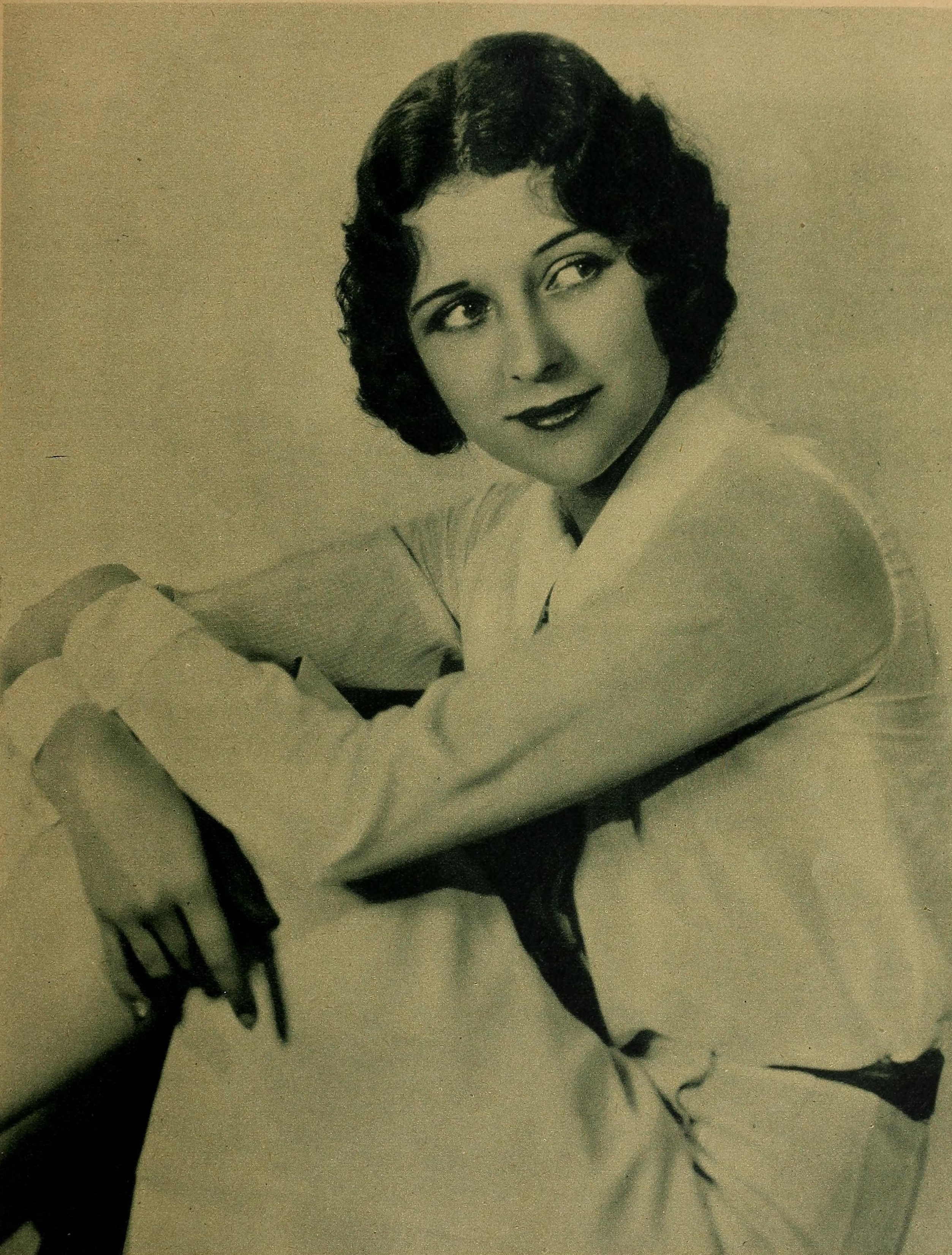
Marceline Day (1928), Porträt von Ruth Harriet Louise

Marceline Day (* 24. April 1908 in Colorado Springs, Colorado als Marceline Newlin; † 16. Februar 2000 in Cathedral City, Kalifornien) war eine US-amerikanische Filmschauspielerin.

## Leben und Karriere
Marceline Day wurde in Colorado geboren, wuchs allerdings in Salt Lake City auf. Im Alter von 16 Jahren folgte sie ihrer älteren Schwester, der Schauspielerin Alice Day (1905–1995), ins Filmgeschäft nach Hollywood. Ihre ersten Rollen erhielt sie beim Komödienproduzenten Mack Sennett, der sie in mehreren Komödien an der Seite von Harry Langdon und Charley Chase einsetzte. Ihre Popularität wuchs rasch und in Sachen Erfolg überholte sie sogar ihre Schwester, die selbst eine bekannte Schauspielerin war. Im Jahre 1926 wurde Day als vielversprechender Jungstar unter die WAMPAS Baby Stars gewählt. Im folgenden Jahr konnte sie zahlreiche Erfolge vorweisen: In Um Mitternacht spielte sie an der Seite von Horrorstar Lon Chaney, in Der Bettelpoet die weibliche Hauptrolle neben Douglas Fairbanks Sr. und Conrad Veidt sowie in Der Fürst der Abenteurer als Serafina die Partnerin von Hauptdarsteller Ramón Novarro. 1928 hatte sie ihren heute vielleicht bekanntesten Auftritt an der Seite von Buster Keaton in Der Kameramann. 1929 spielte sie zusammen mit ihrer Schwester im Musical The Show of Shows.
Marceline Day drehte vor allem für Metro-Goldwyn-Mayer, wo sie vor allem Rollen als „junge Naive“ erhielt. Den Übergang vom Stumm- zum Tonfilm meisterte sie Ende der 1920er-Jahre dank ihrer angenehmen, attraktiven Stimme gut; ihr erster Tonfilm war The Jazz Age von 1929. Anfang der 1930er-Jahre trennte sie sich jedoch von MGM, worauf sie vor allem für kleinere Filmstudios mit niedrigen Budgets arbeiten musste. Nach einer Reihe von eher zweitklassigen Abenteuer- und Actionfilmen zog sie sich 1933 aus dem Filmgeschäft zurück. Insgesamt trat sie von 1924 bis 1933 in 64 Filmen auf. Die Schauspielerin war zweimal verheiratet und hatte keine Kinder. In späteren Jahren lehnte sie Interviews über ihre Filmkarriere ab. Sie verstarb 2000 im Alter von 91 Jahren im kalifornischen Cathedral City.

## Filmografie (Auswahl)
- 1924: Picking Peaches (Kurzfilm)
- 1925: The Taming of the West
- 1925: The White Outlaw

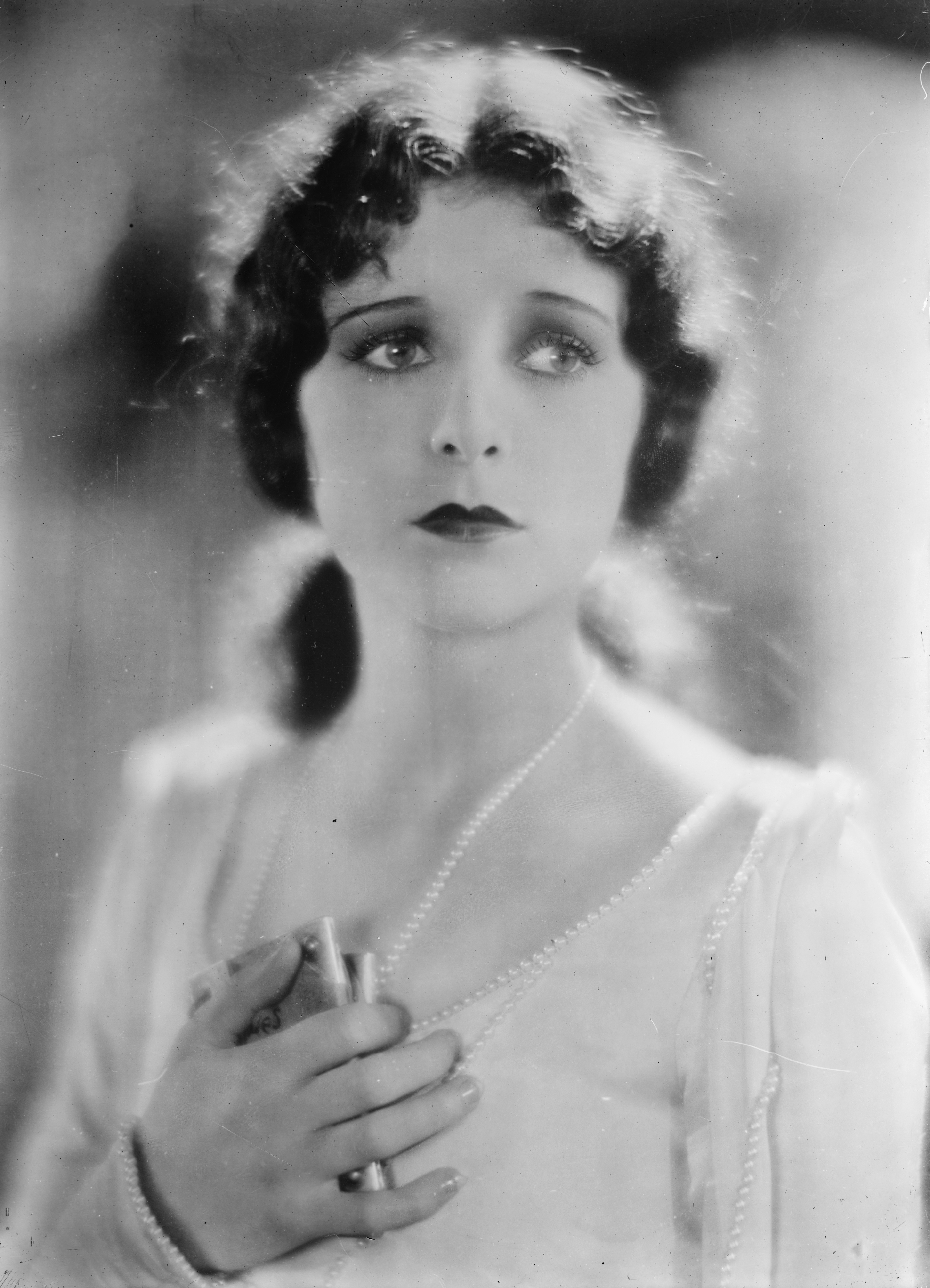
Marceline Day (1926)

- 1926: Der Todeskampf im Polareis (The Barrier)
- 1926: That Model from Paris
- 1927: Um Mitternacht (London After Midnight)
- 1927: Der Bettelpoet (The Beloved Rogue)
- 1927: Der Fürst der Abenteurer (The Road to Romance)
- 1927: Captain Salvation
- 1928: Der Kriminalreporter von Chicago (Freedom of the Press)
- 1928: Die Dame hinterm Vorhang (A Certain Young Man)
- 1928: Buster Keaton, der Filmreporter (The Cameraman)
- 1928: Sherlock Holmes in tausend Nöten (Detectives)
- 1929: The Show of Shows
- 1929: The Jazz Age
- 1929: The Wild Party
- 1931: Sheriff und Sträfling (The Pocatello Kid)
- 1931: Mystery Train
- 1932: The Crusader
- 1932: Broadway to Cheyenne
- 1932: The King Murder
- 1933: Damaged Lives
- 1933: The Telegraph Trail
- 1933: The Fighting Parson